# Diego Novelli
Diego Novelli (né le 22 mai 1931 à Turin) est une personnalité politique italienne et un journaliste, ancien maire de Turin de 1975 à 1985.
Il était membre du Parti communiste italien.